# Phytodietus malinus
Phytodietus malinus är en stekelart som beskrevs av Loan 1981. Phytodietus malinus ingår i släktet Phytodietus och familjen brokparasitsteklar. Inga underarter finns listade i Catalogue of Life.